# Mercedes (księżna Asturii)
María de las Mercedes de Borbón y Habsburgo-Lorena (właściwie: María de las Mercedes Isabel Teresa Cristina Alfonsa Jacinta Ana Josefa Francisca Carolina Fernanda Filomena María de Todos los Santos de Borbón y Habsburgo-Lorena, ur. 11 września 1880, zm. 17 października 1904) – księżna Asturii i następczyni swojego brata króla Hiszpanii Alfonsa XIII. Najstarsza córka króla Alfonsa XII i jego drugiej żony arcyksiężniczki Marii Krystyny Habsburżanki.

## Życiorys
Mercedes miała jedynie młodszą siostrę Marię Teresę, ale w chwili śmierci jej ojca w 1886, jej matka była w ciąży. Gdyby Maria Krystyna urodziła kolejną córkę, Mercedes zostałaby królową Hiszpanii. Maria Krystyna urodziła jednak syna – Alfonsa XIII, a chłopiec nigdy nie otrzymał żadnych tytułów, bo od momentu urodzenia został królem. Mercedes utraciła szanse na zostanie królową, ale w dalszym ciągu była następczynią tronu, tytuł ten utraciłaby dopiero w chwili urodzenia się pierwszego dziecka jej brata. Mercedes nie dożyła narodzin infanta Alfonsa w 1907 – pierwszego syna Alfons XIII i królowej Wiktorii Eugenii Battenberg. Tytuł następcy tronu i księcia Asturii do 1907 przypadł jej własnemu synowi, a w 1907 przeszedł na infanta Alfonsa.
Mercedes w 1901 poślubiła swojego kuzyna – Carlosa Tancrediego, księcia Obojga Sycylii, bratanka obalonego króla Franciszka II. Jej mąż otrzymał po ślubie tytuł infanta Hiszpanii i królewskiego księcia. Mercedes zmarła młodo, kiedy jej dzieci były wciąż małe, po urodzeniu swojej jedynej córki. Jej dziećmi byli:
- Alfonso (1901–1964), książę Kalabrii, w latach 1904–1907 książę Asturii i następcę tronu Hiszpanii, pretendent do tronu Obojga Sycylii w latach 1960–1964,
- Fernando (1903–1905),
- Isabella Alfonsa (1904–1985), żona hrabiego Jana Kantego Zamoyskiego (1900–1961).

Po śmierci infantki Maríi de las Mercedes jej mąż ożenił się ponownie z Ludwiką Orleańską, a jedna z ich córek – Maria de las Mercedes Burbon-Sycylijska została nazwana na cześć pierwszej żony.